# 호즈미 유우야
호즈미 유우야(일본어: 保住 有哉 ほずみ ゆうや[*], 1993년 12월 24일 ~)는 일본의 남성 성우, 가수. 켄 프로덕션 소속.

## 경력
일본의 남성 성우. 전문학교 도쿄 아나운서 학원 방송 성우과 출신. 2017년 11월 19일 음악 레이블 Kiramune에 가입했다. Kiramune소속의 우에무라 유토, 치바 쇼야, 호리에 슌, 요시나가 타쿠토와 함께 Spar Qlew 유닛으로 활동 중이다.

## 인물
취미는 미용, 노래, 야구, 스킨 다이빙, 요리. Twitter 코스메틱 같은 이야기에 대해.

## 출연 작품
※ 굵은 글씨는 메인 캐릭터

### 텔레비전 애니메이션
2017년
- 센토루의 고민 - 부부장
- 드림페스! R - 히다카 나나오
- 내 여친이 너무 성실한 처녀 빗치인 건 - 쿠로노 세이시로

2018년
- 이나즈마 일레븐 아레스의 천칭 - 시모마치 카케루

2019년
- ACTORS -Songs Connection - 오타 우타[3]

### 게임
- DCD 드림페스! - 히다카 나나오
- 카타르시스테이지 - 하쿠지 히카리